# Amomum ligulatum
Amomum ligulatum är en enhjärtbladig växtart som beskrevs av Rosemary Margaret Smith. Amomum ligulatum ingår i släktet Amomum och familjen Zingiberaceae. Inga underarter finns listade i Catalogue of Life.